# Ola Toivonen
Ola Toivonen (n. 3 iulie 1986, Degerfors, Suedia) este un fotbalist aflat sub contract cu Melbouene Victory.
Ola Toivonen este un fotbalist de origine suedeză (parțial Finlandeză).

## Carieră
Toivonen și-a început cariera la Degerfors, și a devenit implicat în campania lor în 2005, pentru a evita retrogradarea din Allsvenska.
El a fost cumpărat de Örgryte ,dorit de managerul lor, Zoran Lukic. Dar în acel sezon Lukic a fost demis de la Örgryte și echipa a terminat ultima în Allsvenskan, și, astfel, a fost retrogradată în Superettan. În noiembrie 2006, el a câștigat premiul "Debutul anului" la Premiile anuale din fotbalul suedez. El a semnat un acord cu Malmo FF într-un transfer în valoare de 1,1 milioane $. El a devenit la Malmö al doilea cel mai scump jucător din toate timpurile (numai brazilianul Afonso Alves ,internaționalul lui Malmo a costat mai mult).

### Transferul la PSV
În sezonul 2007, în primul an la Malmo Toivonen a marcat trei goluri, clubul terminând pe nouă în Campionat. Sezonul 2008 a fost unul bun pentru Malmo, terminând pe șase, iar acest lucru l-a făcut pe Toivonen să iasă în evidență.
În 27 de jocuri, el a reușit să înscrie 14 goluri, precum și șapte pase decisive. Acest lucru a atras atenția unor cluburi din Premier League și Eredivisie, West Ham United în special și PSV Eindhoven, cu care a semnat un contract la începutul anului 2009. Taxa de transfer a fost, potrivit unor surse, € 3,5 milioane, dar din alte surse 4,5 milioane € .El a primit cartonaș roșu într-un meci împotriva FC Volendam în februarie 2009. În prima jumătate de sezon în Țările de Jos, Toivonen a înscris șase goluri în 14 apariții pentru noul său club.
La data de 8 noiembrie 2009, Toivonen înscris patru din cele cinci goluri împotriva lui ADO Den Haag într-o victorie cu 5-1, scor făcut în primele 42 minute de joc. În primul sezon în Eredivise a fost extraordinar pentru Toivonen, adaptându-se rapid și înscriind 13 goluri.

### 2010-11
Primul joc din noul sezon a fost la 7 august 2010 cu Herenveen. Toivonen a marcat  două goluri a doua repriză, înainte ca Orlando Engelaar să îl înscrie pe al treilea. Pe 14 august 2010 a marcat un hat-trick într-o victorie 6-0 cu De Graafschap. El a marcat al treilea gol într-o victorie cu 3-1 împotriva lui NEC Nijmegen pe 11 septembrie .Cu acea victorie PSV a urcat pe  primul loc în clasamentul Eredivisie. Pe 24 octombrie a avut un meci memorabil câștigat cu 10-0 în fața rivalilor de la Feyenoord pe Stadionul Philips. Toivonen a marcat șase goluri în acel meci. La 4 decembrie Toivonen și-a adăugat două goluri în contul său într-o victorie cu 5-2 cu Heracles Almelo.
În a doua parte a sezonului după o pauză de iarnă, Toivonen a marcat  golul egalizator într-o victorie cu  2-1 împotriva celor de la Willem II. O lună mai târziu la 20 februarie 2011, Toivonen a marcat golul al treilea, într-o victorie acasă cu 4-1 împotriva NAC Breda care a PSV la două puncte distanță de locul 2 în Eredivisie. PSV s-a deplasat la Rotterdam pentru a juca la Feyenoord. După ce a pierdut jenant cu 10-0, în prima jumătate a sezonului, Feyenoord a răpus PSV cu 3-1, Toivonen marcând singurul gol pentru echipa sa. Toivonen a înscris 15 goluri în Eredivisie și trei goluri în Europa League pentru PSV, făcându-l al doilea marcator al sezonului în spatele lui Balázs Dzsudzsák.

### 2011-12
Balázs Dzsudzsák a fost vândut de PSV la Anzhi Makhachkala din Rusia. Toivonen era obligat să contribuie cu mai multe goluri pentru noul sezon. Toivonen a marcat primul său gol al sezonului pentru PSV în victoria 3-0 asupra lui ADO Den Haag, la 21 august. A urmat un alt gol în victoria cu 5-0 cu SV Ried în play-off-ul Ligii Europa. PSV și Toivonen au bătut Excelsior cu 6-1 pe 28 august.

## Echipa națională
La data de 21 august 2007, el a marcat un hat trick (inclusiv două penalități) pentru Suedia U21 împotriva Țării Galilor U21 într-o înfrângere 4-3. El a fost un jucător al Naționalei U-21 la Campionatul european 2009, când Suedia a marcat de trei ori în meciul cu Italia U21, iar cu Serbia U21 a bătut o lovitură liberă superb .În meciul cu Anglia U21 a contribuit la o revenire de la 3-0 la 3-3 cu Toivonen marcând al doilea gol.
Toivonen de debutat la echipa mare pe 14 ianuarie 2007, când Suedia a pierdut 2-0 deplasarea din Venezuela.
Neparticipând la Cupa Mondială din Africa de Sud, Suedia a jucat cu Bosnia și Herțegovina un amical la 29 mai. Toivonen a fost inclus în primul 11, deoarece atacantul Zlatan Ibrahimovic nu era disponibil. Toivonen a marcat golul de deschidere, în minutul 44, Suedia având avantaj la pauză. Fundașul lui Blackburn Rovers, Martin Olsson a marcat în a doua jumătate, ceea ce duce la o victorie a Suediei cu 4-2. La data de 11 august 2010, Toivonen a jucat într-un amical împotriva Scoției, la Stadionul Råsunda din Stockholm. Toivonen a marcat al treilea gol al Suediei, în minutul 55, contribuind la o victorie cu 3-0 a Suediei.

## Goluri internaționale
| #  | Data            | Stadion                    | Adversar              | Scor | Rezultat | Competiția                                           |
| -- | --------------- | -------------------------- | --------------------- | ---- | -------- | ---------------------------------------------------- |
| 1. | 29 May 2010     | Råsunda, Solna             | Bosnia și Herțegovina | 1–0  | 4–2      | Meci amical                                          |
| 2. | 11 august 2010  | Råsunda, Solna             | Scoția                | 3–0  | 3–0      | Meci amical                                          |
| 3. | 3 June 2011     | Stadionul Zimbru, Chișinău | Republica Moldova     | 1–0  | 4–1      | Preliminariile Campionatului European de Fotbal 2012 |
| 4. | 11 October 2011 | Råsunda, Solna             | Țările de Jos         | 3–2  | 3–2      | Preliminariile Campionatului European de Fotbal 2012 |